# Exequiel Figueroa
Exequiel Figueroa, né en 1924, à Santiago du Chili, au Chili, et décédé le 28 décembre 2005, à Santiago du Chili, est un ancien joueur chilien de basket-ball.

## Palmarès
- 3e du championnat du monde 1950